# Bahnstrecke Sensburg–Rudczanny
| Kursbuchstrecke: | DR: 118b (1934) 118c (1940) 136f (1944) |                           |                           |
| Streckenlänge: | 33,1 km                                 |                           |                           |
| Spurweite: | 1435 mm (Normalspur)                    |                           |                           |
| |                                         |                           |                           |
| \| \| \| von Rothfließ (Czerwonka) \| \| \| \| 0,0 \| Sensburg \| (Mrągowo) \| \| \| \| nach Lyck (Ełk) \| \| \| \| 6,7 \| Wiersbau/Lockwinnen \| (Wierzbowo) \| \| \| 12,0 \| Peitschendorf \| (Piecki) \| \| \| 20,5 \| Kruttinnen \| (Krutyń) \| \| \| 27,2 \| Ukta \| (Ukta) \| \| \| \| von Allenstein (Olsztyn) \| \| \| \| 33,1 \| Rudczanny/Niedersee \| (Ruciane Nida) \| \| \| \| nach Lyck (Ełk) \| \| |                                         |                           |                           |
| Strecke (außer Betrieb) |                                         | von Rothfließ (Czerwonka) | von Rothfließ (Czerwonka) |
| Bahnhof (Strecke außer Betrieb) | 0,0                                     | Sensburg                  | (Mrągowo)                 |
| Abzweig geradeaus und nach links (Strecke außer Betrieb) |                                         | nach Lyck (Ełk)           | nach Lyck (Ełk)           |
| Haltepunkt / Haltestelle (Strecke außer Betrieb) | 6,7                                     | Wiersbau/Lockwinnen       | (Wierzbowo)               |
| Bahnhof (Strecke außer Betrieb) | 12,0                                    | Peitschendorf             | (Piecki)                  |
| Bahnhof (Strecke außer Betrieb) | 20,5                                    | Kruttinnen                | (Krutyń)                  |
| Bahnhof (Strecke außer Betrieb) | 27,2                                    | Ukta                      | (Ukta)                    |
| Abzweig ehemals geradeaus und von rechts |                                         | von Allenstein (Olsztyn)  | von Allenstein (Olsztyn)  |
| Bahnhof | 33,1                                    | Rudczanny/Niedersee       | (Ruciane Nida)            |
| Strecke |                                         | nach Lyck (Ełk)           | nach Lyck (Ełk)           |

Die Bahnstrecke Sensburg–Rudczanny/Niedersee war der Endabschnitt einer Bahnstrecke, die von Rothfließ (polnisch Czerwonka) bis nach Rudczanny (1938 bis 1945 Niedersee, polnisch Ruciane, heute in Ruciane-Nida aufgegangen) führte.

## Geschichte
Die Strecke wurde 1898 erbaut und sollte Königsberg (Preußen) (russisch Kaliningrad) über Zinten (russisch Kornewo) und Heilsberg (polnisch Lidzbark Warmiński) mit der Masurischen Seenplatte verbinden. Der Abschnitt Sensburg–Rudczanny wurde am 1. Juli 1898 eröffnet. Der heute zur Bahnstrecke Czerwonka–Ełk gehörende Abschnitt von Mrągowo in Richtung Osten wurde erst 1911 eröffnet.

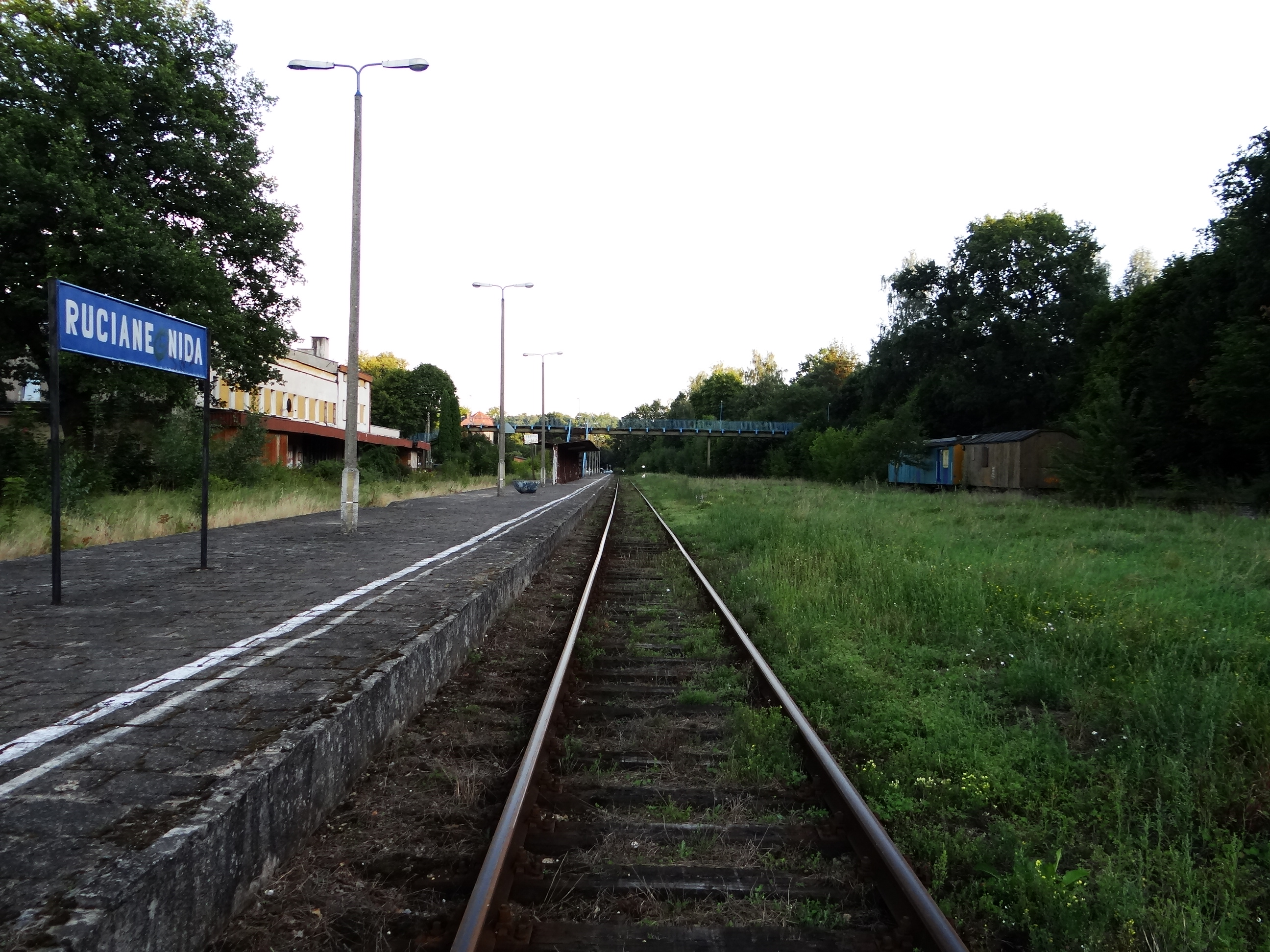
Der Bahnhof Ruciane Nida (Rudczanny/Niedersee)

Die Bahnstrecke von Sensburg nach Rudczanny verband die beiden schon zur Wende des 19./20. Jahrhunderts touristisch interessanten Städte und ihre Seenlandschaften auf einer Länge von 33,1 Kilometern (bei 67,2 Gesamtkilometern) miteinander. In Rudczanny traf sie auf die Bahnstrecke Allenstein–Lyck, die zudem den touristischen Verkehr nach Johannisburg (polnisch Pisz) stärkte.
Die 1898 eröffnete Bahnstrecke von Rothfließ nach Rudczanny wurde im Teilstück ab Sensburg in Kriegsfolge 1945 geschlossen und größtenteils demontiert.